# Allomyia renoa
Allomyia renoa är en nattsländeart som först beskrevs av Milne 1935.  Allomyia renoa ingår i släktet Allomyia och familjen Apataniidae. Inga underarter finns listade i Catalogue of Life.